# Vanden Plas
Pour les articles homonymes, voir Plas et Vanden Plas (homonymie).
Vanden Plas est un groupe de metal progressif allemand, originaire de Kaiserslautern. Actif depuis le milieu des années 1980, le groupe tire son nom d'un designer automobile néerlandais.

## Biographie

### Débuts (1986–1995)
Andy Kuntz, Stephan Lill et Andreas Lill forment le groupe en 1986 et sortent un premier single intitulé Raining in My Heart. Ils sont ensuite rejoints par Günter Werno et Torsten Reichert. Le groupe tire son nom d'un designer automobile néerlandais.
En 1991, pour soutenir le club de football de Kaiserslautern, Vanden Plas publie un single intitulé Keep on Running, Andy étant le cousin du joueur international Stefan Kuntz. Après cette parenthèse, le groupe enregistre en 1992 la démo en CD Days of Thunder qui reçoit déjà de bonnes critiques de la presse spécialisée. Andy qui parallèlement au groupe a déjà joué au théâtre en 1990, persévère dans cette voie, ce qui aura une incidence sur le groupe dans son intégralité puisque celui-ci sera aux côtés de l'orchestre, participant à de multiples représentations théâtrales. Cette expérience enrichissante artistiquement donnera aussi les moyens d'autoproduire en 1994 leur premier album, Colour Temple, qui sort en France en mai 1995. En novembre de cette même année, le groupe donne ses deux premiers concerts en France, à Paris et Lyon (l'Arapaho et le Glob).

### DeAccultàChrist 0(1996–2006)
En avril 1996, Vanden Plas surprend en sortant le mini LP Accult, principalement composé de reprises acoustiques du groupe et de standards (Marillion, Ray Charles, Stephan Eicher), et revient en France pour une série de concerts à succès. Le deuxième album, The God Thing, paraît en septembre 1997, et vient concrétiser les espoirs qu'avait fait naître Colour Temple. Laissant de côté les sonorités parfois hard FM du premier album, Vanden Plas affirme son identité metal progressive. En 1999, l'album Far Off Grace poursuit dans la même veine. 
Vanden Plas accentue son côté heavy et s'endurcit, tout en gardant sa face progressive. Le groupe part alors pour une longue tournée et enregistre un album live à l'Élysée Montmartre à Paris, le 13 février 2000, intitulé Spirit of Live. En janvier 2002 paraît Beyond Daylight qui bien que proposant quelques titres bien trempés, se veut plus nuancé que son prédécesseur. Toujours en 2002, en avril, le groupe annule quelques dates de concerts après la mort soudaine du père du chanteur Andy Kuntz.
En 2004, Andy Kuntz réalise son projet solo, Abydos, un album-concept. L'album est adapté sous forme de comédie musicale en 2006, avec la participation du groupe au grand complet. Publié en 2006, Christ 0, le quatrième album du groupe, est un album-concept inspiré du Comte de Monte-Cristo. 

### Chronicles of the Immortals(depuis 2007)
En mai 2007, le groupe est confirmé pour le festival britannique ProgPower des 28 et 29 mars 2008. En septembre 2007, ils sont annoncés en tête d'affiche du festival ProgZone de Torres Novas, au Portugal le samedi 17 novembre 2008 avec les groupes Progono et Hyubris.
En 2010, Vanden Plas sort The Seraphic Clockwork. En 2014 et 2015, le groupe publie deux albums-concept — Chronicles of the Immortals – Netherworld (Path One) et Chronicles of the Immortals – Netherworld II — basés sur Die Chronik der Unsterblichen de Wolfgang Hohlbein,. La première partie atteint la 49e place des classements allemands et la 89e place des classements suisses. Un nouvel album, The Ghost Experiment, est prévu pour 2017.

## Membres
- Torsten Reichert - basse (depuis 1986)[2]
- Andy Kuntz - chant (depuis 1986)[2]
- Stephan Lill - guitare (depuis 1986)[2]
- Gunter Werno - claviers (depuis 1986)[2]
- Andreas Lill - batterie (depuis 1986)[2]

## Discographie
- 1995 : Colour Temple
- 1996 : Accult (EP acoustique)
- 1997 : The God Thing
- 1999 : Far Off Grace
- 2000 : Spirit of Live, (album live)
- 2002 : Beyond Daylight
- 2006 : Christ 0
- 2010 : Seraphic Clockwork
- 2014 : Chronicles of the Immortals Part 1
- 2015 : Chronicles of the Immortals Part 2
- 2017 : The Serpahic Live Works, (album live)
- 2019 : The Ghost Experiment  - Awakening
- 2020 : The Ghost Experiment - Illumination
- 2022 : Live & Immortal, (album live)
- 2024 : The Empyrean Equation of the Long Lost Things